# 台東区
台東区（たいとうく）は、日本の東京都の区部北東部に位置する特別区。面積は23区の中で最も小さい。

## 概要
1947年に旧下谷区と旧浅草区が合併して誕生した。現在の千代田区や中央区などとともに江戸時代を通じて東京で最も古い市街地のひとつで、江戸時代は元禄文化（町民文化）が息づいた下町エリアである。
浅草にある浅草寺（正式名：金龍山浅草寺）は建立1400年の歴史を持つ。かつての浅草は「浅草六区」を中心に劇場や映画館などの興行施設が集積する東京最大の繁華街であったが、高度成長期以降そういった興行施設は娯楽の多様化に伴い衰退していき、また新宿・渋谷・池袋・六本木といった山手の新興繁華街の発展により、相対的に浅草の繁華街としての地位は失われていった。現在は国内外から多くの人が訪れる観光地としての性格が強くなっており、東京の中でも日本情緒が味わえる地区として外国人観光客にも人気が高い。
下谷地区の中心である上野に位置する上野公園には東京国立博物館など日本を代表する美術館や博物館が多数集積しているほか、東京芸術大学上野キャンパスが立地しており、上野は「芸術・文化の発信地」となっている。また、上野駅から一駅南側の御徒町駅にかけて、アメ横などの繁華街や歓楽街が広がっており、区内随一の商業地として賑わっている。
関東大震災（1923年）や第二次世界大戦により壊滅的な被害を受けたが、焼け残った浅草橋界隈の問屋街などにはいまだ大正、昭和初期の街並みや下町の風情が色濃く残っている。浅草の外れにある吉原は江戸時代から吉原遊廓があった名残で現在でも日本一の風俗街（ソープランド街）である。また、山谷は日本三大ドヤ街の一つに数えられる日雇い労働者の街である。
区の中心駅である上野駅は古くから北関東・東北・信越地方からの玄関口として知られ、新幹線も停車するターミナル駅である。1927年に開業した東京地下鉄道（現在の東京メトロ銀座線）浅草駅 - 上野駅間は東洋初の本格的な地下鉄路線として知られる。
上野と浅草を併せて上野・浅草副都心に指定されている。区は全般的に商業地であるため、純粋な住宅地は一部で、供給量も少ない。戸建も一部地域を除くと少なく、ビルやマンションなど土地の高度利用が進んでいる。（財）古都保存財団が選定する「美しい日本の歴史的風土100選」において、次世代に残す美しい日本の歴史的風土が良好に保存されている全国の事例の一つとして、寛永寺・上野公園周辺、谷中の街並みが選ばれた。
ル・コルビュジエの国立西洋美術館が世界遺産に登録されている。他にも東京国立博物館表慶館や東京国立博物館など、国の重要文化財が多い区である。

### 区名の由来
合併前の下谷区・浅草区ともに下町文化の根付く由緒ある土地のため、合併後の名称は紛糾した。様々な案が考え出され、最終的に下谷区側の案は「上野区」、浅草区側の案は「東区」に収束したが、結局まとまらず、都知事の案により下谷区台東小学校にて既に採用されていた「台東」の語を用い「台東区」を区名とした。上野の高台の「台」と、上野の東側にある下谷と浅草の下町を連想する「東」を組合わせたもので、康煕字典にめでたい意味で載る瑞祥地名でもある。
その他の候補には、「下町区」「太平区」「隅田区」「浅谷区」などかあった。
読み方は都、区で発行する出版物のふりがななどで見られるように公式には「たいとうく」だが、初期はそれほど強く統一されておらず、現在でも昭和初期生まれくらいの高齢者は、地元の台東区民も含め多くの場合「だいとうく」と読んでいる。
また「だいとう」の読みは「上野台」の「東」に由来する説がある。
区内の町名に台東があるが、1964年の住居表示により区名を取って名付けられたものであり、由来とは関係ない。

## 地理
東京23区の北東部に位置する。東側は隅田川に接し、対岸の墨田区との区境となっている。また、区南端で隅田川との合流点付近の神田川に接する。

### 位置
- 東経139°46′47″、 北緯35°42′46.5″（上野公園7番20号、国立科学博物館）

自然環境
- 公園や緑地地域が随所にあり、自然環境は良い。自然環境破壊も東京都内では比較的少ないほうである。
- 区内の至る所に桜並木が植えられており、隅田川周辺以外にも住宅地・商業地などあらゆる場所に桜の木が植えられている。
- 公園の数は令和元年5月現在、国立・都立・区立あわせて79か所、776,984㎡ある。

### 地域

#### 町名
台東区では、全域で住居表示に関する法律に基づく住居表示が実施されている。『住居表示実施前の町名等』の欄で「(全部)」との記載がある町名はその全部、それ以外はその一部であり、町名の末尾に数字がある場合には丁目を表す。
台東区役所南部区民事務所管内
| 町名         | 町区域設定年月日 | 住居表示実施年月日 | 町区域設定前の町名など                                                                        | 住居表示実施前の町名など |
| ------------ | ---------------- | ------------------ | --------------------------------------------------------------------------------------------- | ------------------------ |
| 柳橋一丁目   | 1964年1月1日     | 1964年1月1日       | 浅草柳橋1(全部)、浅草柳橋2、浅草橋1、浅草橋2                                                  |                          |
| 柳橋二丁目   | 1964年1月1日     | 1964年1月1日       | 浅草柳橋2、浅草橋3                                                                            |                          |
| 浅草橋一丁目 | 1964年1月1日     | 1964年1月1日       | 浅草橋1、浅草橋2、浅草上平右衛門町(全部)、浅草福井町3(全部)、浅草新福井町、浅草左衛門町(全部) |                          |
| 浅草橋二丁目 | 1964年1月1日     | 1964年1月1日       | 浅草橋3、浅草新福井町、浅草向柳原町2                                                          |                          |
| 浅草橋三丁目 | 1964年1月1日     | 1964年1月1日       | 浅草橋3、浅草向柳原町2、浅草蔵前1、浅草鳥越2                                                  |                          |
| 浅草橋四丁目 | 1964年1月1日     | 1964年1月1日       | 浅草向柳原町1、浅草餌鳥町(全部)                                                               |                          |
| 浅草橋五丁目 | 1964年1月1日     | 1964年1月1日       | 浅草向柳原町1、浅草向柳原町2、浅草鳥越1                                                       |                          |
| 鳥越一丁目   | 1964年1月1日     | 1964年1月1日       | 浅草鳥越1                                                                                     |                          |
| 鳥越二丁目   | 1964年1月1日     | 1964年1月1日       | 浅草鳥越2                                                                                     |                          |
| 蔵前一丁目   | 1964年1月1日     | 1964年1月1日       | 浅草蔵前1                                                                                     |                          |
| 蔵前二丁目   | 1964年1月1日     | 1964年1月1日       | 浅草蔵前2、浅草蔵前3                                                                          |                          |
| 蔵前三丁目   | 1964年1月1日     | 1964年1月1日       | 浅草蔵前2、浅草蔵前3、浅草桂町                                                                |                          |
| 蔵前四丁目   | 1964年1月1日     | 1964年1月1日       | 浅草蔵前2、浅草桂町、浅草三筋町1、浅草三筋町2                                                 |                          |
| 小島一丁目   | 1964年1月1日     | 1964年1月1日       | 浅草小島町1                                                                                   |                          |
| 小島二丁目   | 1964年1月1日     | 1964年1月1日       | 浅草小島町2                                                                                   |                          |
| 三筋一丁目   | 1964年1月1日     | 1964年1月1日       | 浅草三筋町1、浅草小島町1                                                                      |                          |
| 三筋二丁目   | 1964年1月1日     | 1964年1月1日       | 浅草三筋町1、浅草三筋町2、浅草小島町2                                                         |                          |
| 元浅草一丁目 | 1964年10月1日    | 1964年10月1日      | 浅草七軒町(全部)、永住町                                                                      |                          |
| 元浅草二丁目 | 1964年10月1日    | 1964年10月1日      | 永住町、南稲荷町、浅草南清島町(全部)                                                          |                          |
| 元浅草三丁目 | 1964年10月1日    | 1964年10月1日      | 浅草北三筋町(全部)、浅草菊屋橋1、永住町、浅草三筋町2                                          |                          |
| 元浅草四丁目 | 1964年10月1日    | 1964年10月1日      | 浅草菊屋橋2、永住町、浅草南松山町(全部)                                                       |                          |
| 寿一丁目     | 1964年10月1日    | 1964年10月1日      | 浅草寿町1、浅草寿町2、浅草菊屋橋1、浅草三筋町2                                                |                          |
| 寿二丁目     | 1964年10月1日    | 1964年10月1日      | 浅草寿町3、浅草菊屋橋2                                                                        |                          |
| 寿三丁目     | 1964年10月1日    | 1964年10月1日      | 浅草寿町1、浅草寿町2                                                                          |                          |
| 寿四丁目     | 1964年10月1日    | 1964年10月1日      | 浅草寿町3                                                                                     |                          |
| 駒形一丁目   | 1964年10月1日    | 1964年10月1日      | 浅草駒形1、浅草駒形2                                                                          |                          |
| 駒形二丁目   | 1964年10月1日    | 1964年10月1日      | 浅草駒形1、浅草駒形2                                                                          |                          |
| 松が谷一丁目 | 1965年8月1日     | 1965年8月1日       | 浅草北松山町(全部)、松葉町                                                                    |                          |
| 松が谷二丁目 | 1965年8月1日     | 1965年8月1日       | 松葉町                                                                                        |                          |
| 松が谷三丁目 | 1965年8月1日     | 1965年8月1日       | 松葉町、入谷町                                                                                |                          |
| 松が谷四丁目 | 1965年8月1日     | 1965年8月1日       | 入谷町                                                                                        |                          |
| 西浅草一丁目 | 1965年8月1日     | 1965年8月1日       | 浅草松清町(全部)                                                                              |                          |
| 西浅草二丁目 | 1965年8月1日     | 1965年8月1日       | 浅草田島町(全部)                                                                              |                          |
| 西浅草三丁目 | 1965年8月1日     | 1965年8月1日       | 浅草芝崎町1(全部)、浅草芝崎町2(全部)、浅草芝崎町3(全部)                                       |                          |

台東区役所西部区民事務所管内
| 町名           | 町区域設定年月日 | 住居表示実施年月日 | 町区域設定前の町名など                                                                                                 | 住居表示実施前の町名など |
| -------------- | ---------------- | ------------------ | --- | ------------------------ |
| 台東一丁目     | 1964年1月1日     | 1964年1月1日       | 御徒町1、二長町 |                          |
| 台東二丁目     | 1964年1月1日     | 1964年1月1日       | 御徒町1、二長町、竹町                                                                                                  |                          |
| 台東三丁目     | 1964年1月1日     | 1964年1月1日       | 御徒町1、御徒町2、竹町                                                                                                 |                          |
| 台東四丁目     | 1964年1月1日     | 1964年1月1日       | 御徒町2、竹町 |                          |
| 秋葉原         | 1964年10月1日    | 1964年10月1日      | 松永町(全部)、練塀町(全部)                                                                                             |                          |
| 上野一丁目     | 1964年10月1日    | 1964年10月1日      | 西黒門町(全部)、上野北大門町                                                                                           |                          |
| 上野二丁目     | 1964年10月1日    | 1964年10月1日      | 上野北大門町、上野元黒門町(全部)、池之端仲町、数寄屋町(全部)                                                           |                          |
| 上野三丁目     | 1964年10月1日    | 1964年10月1日      | 上野南大門町(全部)、仲御徒町3、長者町1(全部)、長者町2、東黒門町(全部)、坂町(全部)、同朋町(全部)、上野町1、上野広小路町 |                          |
| 上野四丁目     | 1964年10月1日    | 1964年10月1日      | 下谷町1、上野三橋町、五条町、上野町1、上野町2、上野広小路町                                                            |                          |
| 上野五丁目     | 1964年10月1日    | 1964年10月1日      | 仲御徒町1(全部)、仲御徒町2(全部)、仲御徒町3、長者町2                                                                   |                          |
| 上野六丁目     | 1964年10月1日    | 1964年10月1日      | 仲御徒町3、仲御徒町4(全部)、下谷町1、下谷町2(全部)、上野三橋町、五条町、上野町1、上野町2                               |                          |
| 上野七丁目     | 1965年8月1日     | 1965年8月1日       | 車坂町、上車坂町、下車坂町、上野山下町(全部)、豊住町                                                                   |                          |
| 東上野一丁目   | 1964年10月1日    | 1964年10月1日      | 西町、御徒町3 |                          |
| 東上野二丁目   | 1964年10月1日    | 1964年10月1日      | 南稲荷町、永住町、西町、車坂町、御徒町3                                                                                |                          |
| 東上野三丁目   | 1964年10月1日    | 1964年10月1日      | 南稲荷町、永住町、西町、車坂町                                                                                         |                          |
| 東上野四丁目   | 1965年8月1日     | 1965年8月1日       | 万年町1(全部)、神吉町、北稲荷町、上車坂町、下車坂町                                                                    |                          |
| 東上野五丁目   | 1965年8月1日     | 1965年8月1日       | 神吉町、北稲荷町 |                          |
| 東上野六丁目   | 1965年8月1日     | 1965年8月1日       | 浅草北清島町(全部) |                          |
| 北上野一丁目   | 1965年8月1日     | 1965年8月1日       | 入谷町、万年町2(全部)、山伏町、新坂本町                                                                                |                          |
| 北上野二丁目   | 1965年8月1日     | 1965年8月1日       | 入谷町、山伏町、新坂本町                                                                                               |                          |
| 下谷一丁目     | 1965年8月1日     | 1965年8月1日       | 坂本1、入谷町、豊住町                                                                                                  |                          |
| 下谷二丁目     | 1965年8月1日     | 1965年8月1日       | 坂本2、入谷町、金杉1                                                                                                   |                          |
| 下谷三丁目     | 1965年8月1日     | 1965年8月1日       | 金杉1、金杉2、金杉上町、入谷町                                                                                         |                          |
| 根岸一丁目     | 1965年8月1日     | 1965年8月1日       | 上根岸町、坂本1、上野桜木町                                                                                            |                          |
| 根岸二丁目     | 1965年8月1日     | 1965年8月1日       | 上根岸町 |                          |
| 根岸三丁目     | 1965年8月1日     | 1965年8月1日       | 上根岸町、中根岸町、坂本2、金杉1                                                                                       |                          |
| 根岸四丁目     | 1965年8月1日     | 1965年8月1日       | 中根岸町、金杉1、下根岸町                                                                                              |                          |
| 根岸五丁目     | 1965年8月1日     | 1965年8月1日       | 金杉2、下根岸町、三ノ輪町                                                                                              |                          |
| 池之端一丁目   | 1967年1月1日     | 1967年1月1日       | 池之端仲町(全部)、茅町1(全部)、茅町2、上野恩賜公園                                                                     |                          |
| 池之端二丁目   | 1967年1月1日     | 1967年1月1日       | 上野恩賜公園、茅町2、池之端七軒町(全部)                                                                                |                          |
| 池之端三丁目   | 1967年1月1日     | 1967年1月1日       | 谷中清水町、上野恩賜公園、上野花園町                                                                                   |                          |
| 池之端四丁目   | 1967年1月1日     | 1967年1月1日       | 谷中清水町 |                          |
| 上野公園       | 1967年1月1日     | 1967年1月1日       | 上野恩賜公園、上野花園町、上野桜木町、五条町(全部)                                                                     |                          |
| 上野桜木一丁目 | 1967年1月1日     | 1967年1月1日       | 上野桜木町、上野恩賜公園                                                                                               |                          |
| 上野桜木二丁目 | 1967年1月1日     | 1967年1月1日       | 上野桜木町、谷中天王寺町                                                                                               |                          |
| 谷中一丁目     | 1967年1月1日     | 1967年1月1日       | 谷中上三崎南町、谷中坂町                                                                                               |                          |
| 谷中二丁目     | 1967年1月1日     | 1967年1月1日       | 谷中真島町、谷中三崎町                                                                                                 |                          |
| 谷中三丁目     | 1967年1月1日     | 1967年1月1日       | 谷中三崎町、谷中初音町4                                                                                                |                          |
| 谷中四丁目     | 1967年1月1日     | 1967年1月1日       | 谷中上三崎南町、谷中坂町、谷中真島町、谷中三崎町                                                                       |                          |
| 谷中五丁目     | 1967年1月1日     | 1967年1月1日       | 谷中上三崎北町(全部)、谷中三崎町、谷中初音町1、谷中初音町3、谷中初音町4                                                |                          |
| 谷中六丁目     | 1967年1月1日     | 1967年1月1日       | 谷中町、谷中上三崎南町、谷中茶屋町、谷中初音町1                                                                        |                          |
| 谷中七丁目     | 1967年1月1日     | 1967年1月1日       | 谷中町、谷中茶屋町、谷中天王寺町、谷中初音町2(全部)、谷中初音町3                                                       |                          |

台東区役所北部区民事務所管内
| 町名         | 町区域設定年月日 | 住居表示実施年月日 | 町区域設定前の町名など | 住居表示実施前の町名など |
| ------------ | ---------------- | ------------------ | --- | ------------------------ |
| 浅草一丁目   | 1965年8月1日     | 1965年8月1日       | 浅草北田原町(全部)、浅草新畑町(全部)、浅草北仲町(全部)、浅草雷門2、浅草公園地                                                                              |                          |
| 浅草二丁目   | 1965年8月1日     | 1965年8月1日       | 浅草雷門2、浅草馬道1、浅草公園地、浅草千束町2 |                          |
| 浅草三丁目   | 1966年10月1日    | 1966年10月1日      | 浅草馬道2、浅草千束町2、浅草象潟1(全部) |                          |
| 浅草四丁目   | 1966年10月1日    | 1966年10月1日      | 浅草馬道2、浅草千束町1、浅草千束町2、浅草象潟2(全部)、浅草象潟町(全部)                                                                                     |                          |
| 浅草五丁目   | 1966年10月1日    | 1966年10月1日      | 浅草馬道3、浅草千束町2、浅草千束町3(全部)、浅草象潟3(全部)、浅草日本堤1、浅草日本堤2                                                                       |                          |
| 浅草六丁目   | 1966年10月1日    | 1966年10月1日      | 浅草馬道2、浅草馬道3、浅草聖天町、浅草聖天横町(全部)、浅草猿若町1(全部)、浅草猿若町2(全部)、浅草猿若町3(全部)、浅草田町1(全部)、浅草地方今戸町(全部)       |                          |
| 浅草七丁目   | 1966年10月1日    | 1966年10月1日      | 浅草聖天町、浅草隅田公園 |                          |
| 入谷一丁目   | 1965年8月1日     | 1965年8月1日       | 入谷町、金杉上町 |                          |
| 入谷二丁目   | 1965年8月1日     | 1965年8月1日       | 入谷町、光月町、竜泉寺町、金杉上町 |                          |
| 竜泉一丁目   | 1965年8月1日     | 1965年8月1日       | 竜泉寺町、入谷町、金杉上町 |                          |
| 竜泉二丁目   | 1965年8月1日     | 1965年8月1日       | 竜泉寺町、金杉下町 |                          |
| 竜泉三丁目   | 1966年10月1日    | 1966年10月1日      | 竜泉寺町 |                          |
| 雷門一丁目   | 1965年8月1日     | 1965年8月1日       | 浅草田原町1(全部)、浅草田原町2(全部)、浅草田原町3(全部)、浅草雷門1                                                                                         |                          |
| 雷門二丁目   | 1965年8月1日     | 1965年8月1日       | 浅草雷門1 |                          |
| 花川戸一丁目 | 1965年8月1日     | 1965年8月1日       | 浅草花川戸1(全部)、浅草馬道1、浅草隅田公園 |                          |
| 花川戸二丁目 | 1965年8月1日     | 1965年8月1日       | 浅草花川戸2(全部)、浅草馬道1、浅草隅田公園 |                          |
| 千束一丁目   | 1965年8月1日     | 1965年8月1日       | 浅草新谷町(全部)、浅草千束町1 |                          |
| 千束二丁目   | 1965年8月1日     | 1965年8月1日       | 竜泉寺町、千束町1(全部)、光月町、浅草千束町1 |                          |
| 千束三丁目   | 1966年10月1日    | 1966年10月1日      | 浅草千束町1、浅草千束町2、竜泉寺町、浅草新吉原京町1、浅草新吉原京町2                                                                                       |                          |
| 千束四丁目   | 1966年10月1日    | 1966年10月1日      | 浅草新吉原江戸町1(全部)、浅草新吉原江戸町2(全部)、浅草新吉原揚屋町(全部)、浅草新吉原角町(全部)、浅草新吉原京町1、浅草新吉原京町2、浅草日本堤2、浅草日本堤3 |                          |
| 今戸一丁目   | 1966年10月1日    | 1966年10月1日      | 浅草今戸1(全部)、浅草吉野町1、浅草隅田公園 |                          |
| 今戸二丁目   | 1966年10月1日    | 1966年10月1日      | 浅草今戸2(全部)、浅草今戸3(全部)、浅草吉野町2、浅草吉野町3                                                                                                 |                          |
| 東浅草一丁目 | 1966年10月1日    | 1966年10月1日      | 浅草日本堤1、浅草吉野町1、浅草吉野町2、浅草吉野町3 |                          |
| 東浅草二丁目 | 1966年10月1日    | 1966年10月1日      | 浅草日本堤2、浅草山谷1、浅草山谷2、浅草田中町1(全部) |                          |
| 橋場一丁目   | 1966年10月1日    | 1966年10月1日      | 浅草橋場1(全部)、浅草橋場2(全部)、浅草石浜町1、浅草石浜町2                                                                                                 |                          |
| 橋場二丁目   | 1966年10月1日    | 1966年10月1日      | 浅草橋場3(全部)、浅草石浜町3 |                          |
| 清川一丁目   | 1966年10月1日    | 1966年10月1日      | 浅草清川町1(全部)、浅草清川町2(全部)、浅草山谷1、浅草山谷2、浅草石浜町1、浅草石浜町2                                                                       |                          |
| 清川二丁目   | 1966年10月1日    | 1966年10月1日      | 浅草清川町3(全部)、浅草山谷3、浅草山谷4、浅草石浜町3 |                          |
| 日本堤一丁目 | 1966年10月1日    | 1966年10月1日      | 浅草日本堤3、浅草山谷3、浅草田中町2(全部) |                          |
| 日本堤二丁目 | 1966年10月1日    | 1966年10月1日      | 浅草日本堤4(全部)、浅草山谷4、浅草田中町3(全部)、三ノ輪町                                                                                                  |                          |
| 三ノ輪一丁目 | 1966年10月1日    | 1966年10月1日      | 三ノ輪町、金杉下町(全部) |                          |
| 三ノ輪二丁目 | 1966年10月1日    | 1966年10月1日      | 三ノ輪町 |                          |

#### 住宅施設
- 都営下谷一丁目アパート（下谷 1-2、1968年（昭和43年））
- 都営下谷三丁目アパート（下谷 3-11、1976年（昭和51年））
- 都営橋場二丁目アパート（橋場 2-16、1976年（昭和51年） - 1985年（昭和60年））
- 都営根岸五丁目アパート（根岸 5-18、1970年（昭和45年））
- 都営台東小島アパート（小島 1-5、1964年（昭和39年））
- 都営清川二丁目アパート（清川 2-22、1970年（昭和45年））
- 都営石浜アパート（清川 2-23、1963年（昭和38年））
- 都営入谷一丁目アパート（入谷 1-22、1995年（平成7年））

#### 特徴
浅草、上野地区
- 隅田川の向こう岸、墨田区に建設された東京スカイツリーのオープンに伴い、浅草地区の整備開発や隅田川沿いの整備が進んでいる。
- 上野駅や鶯谷駅の西には、上野桜木や池之端など古くからの住宅地が広がる。
- 不忍池の見下ろせる地域は、閑静な住宅地であり、都立上野高校や東京芸術大学上野キャンパスもある。
- 上野地区は江戸時代から続く寛永寺の門前町で、現在も東京有数の繁華街である。交通の要衝である上野駅や、日本初の公園で、上野動物園や博物館、美術館など各種文化施設を抱える上野恩賜公園、さらに生鮮食品を中心とした大規模商店街「アメヤ横丁」があるので、多くの人が集まる地域である。続く文京区湯島には湯島天神があり、正月は受験生を中心とした初詣客が多く参拝する。また、パチンコ店やパチンコメーカーが多数存在し、それらが国内有数の規模で有名である。御徒町駅東側には宝飾業者が軒を並べ、「ジュエリータウンおかちまち」として知られている。 なお「秋葉原」は上野地区の南に位置するが、秋葉原駅や秋葉原電気街があるのは千代田区神田である。
- 浅草地区は、東京でも有名な下町といえる。推古天皇の時代に開かれた地域。浅草寺や仲見世通りなど名所が多い地域で、外国人にも人気があり、正月の初詣客も多い。観光用の人力車もよく見かけられる。花川戸にはバッグや靴など皮革製品の卸が多い。西浅草には調理器具などの卸街「かっぱ橋道具街」があり、土産物としてラーメンや寿司などの展示用料理サンプルを買い求める外国人もいる。浅草から上野に至る間には、寺院が多い関係で（元浅草・東上野・松が谷・西浅草地区）仏壇や仏具などの卸が多い。
- 浅草から南に下った蔵前 - 浅草橋地区は吉徳大光、秀月、久月など人形の街として有名。玩具・文具・雑貨関係の卸も多い。浅草橋からさらに南下した中央区横山町・馬喰町にかけては、都内の衣料品卸が集中する地区である。

入谷、根岸、千束地区
- 根岸、谷中周辺も歴史のある町だが、鶯谷駅前にはラブホテルが乱立、カップルでにぎわう。
- 入谷地区は寺社が多く、有名な入谷鬼子母神がある。毎年7月6日から8日にかけて「朝顔市」があり、アサガオを買い求める人でにぎわう。
- 千束地区は、酉の市で有名な鷲神社がある。神社の裏手は、日本一のソープランド街「吉原」があり、風俗店へ出入りする人でにぎわう。隣の竜泉には、樋口一葉の代表作「たけくらべ」の舞台となったことにちなんで作られた一葉記念館がある。

### 人口
| |                                        |  |
| 台東区と全国の年齢別人口分布（2005年） | 台東区の年齢・男女別人口分布（2005年） |  |
| ■紫色 ― 台東区 ■緑色 ― 日本全国 | ■青色 ― 男性 ■赤色 ― 女性              |  |
| 台東区（に相当する地域）の人口の推移 \| 1970年（昭和45年） \| 240,769人 \| \| \| 1975年（昭和50年） \| 207,649人 \| \| \| 1980年（昭和55年） \| 186,048人 \| \| \| 1985年（昭和60年） \| 176,804人 \| \| \| 1990年（平成2年） \| 162,969人 \| \| \| 1995年（平成7年） \| 153,918人 \| \| \| 2000年（平成12年） \| 156,325人 \| \| \| 2005年（平成17年） \| 165,186人 \| \| \| 2010年（平成22年） \| 175,928人 \| \| \| 2015年（平成27年） \| 198,073人 \| \| \| 2020年（令和2年） \| 211,444人 \| \| |                                        |  |
| 総務省統計局 国勢調査より |                                        |  |
| 1970年（昭和45年） | 240,769人                              |  |
| 1975年（昭和50年） | 207,649人                              |  |
| 1980年（昭和55年） | 186,048人                              |  |
| 1985年（昭和60年） | 176,804人                              |  |
| 1990年（平成2年） | 162,969人                              |  |
| 1995年（平成7年） | 153,918人                              |  |
| 2000年（平成12年） | 156,325人                              |  |
| 2005年（平成17年） | 165,186人                              |  |
| 2010年（平成22年） | 175,928人                              |  |
| 2015年（平成27年） | 198,073人                              |  |
| 2020年（令和2年） | 211,444人                              |  |

#### 昼夜間人口
2005年に夜間人口（居住者）は163,528人であるが、区外からの通勤者と通学生および居住者のうちの区内に昼間残留する人口の合計である昼間人口は303,522人で昼は夜の1.856倍の人口になる（東京都編集『東京都の昼間人口2005』より。国勢調査では年齢不詳のものが東京都だけで16万人いる。上のグラフには年齢不詳のものを含め、昼夜間人口に関しては年齢不詳の人物は数字に入っていないので数字の間に誤差は生じる）。

## 歴史

### 沿革
昭和
- 1947年（昭和22年）3月15日 - 東京都行政区の下谷区と浅草区が合併し、台東区が誕生。
- 1950年（昭和25年）3月10日 - 台東会館事件。
- 1951年（昭和26年）3月21日 - 浅草米兵暴行事件。
- 1964年（昭和39年）10月1日 - 「台東区の歌」を制定。
- 1985年（昭和60年）11月29日 - 国電同時多発ゲリラ事件。

## 行政

### 区長
- 区長：服部征夫（2015年3月2日就任、3期目。元東京都議会議員）
  - 任期：2023年（令和5年）4月23日 - 2027年（令和9年）4月22日[3]

### 政策
特色ある事業
- 新婚家庭家賃補助制度
- 全国初の2階バス定期路線（上野・浅草間）

### 批判
2019年10月12日 令和元年東日本台風（台風19号）により、日本国内で甚大な被害を被ったが、台東区の区民向け避難所で区職員が路上生活者(ホームレス)の受け入れを拒否した為、国会でも15日参院予算委員会にて取り上げられる問題となった。
台東区は、同台風の接近に伴って11日午後5時半以降、区内4カ所に避難所を開設した。その後、12日に避難所の一つ区立忍岡小の避難所を訪れた路上生活者の2人に対し、区職員が受付のため紙に住所と氏名などを書くよう求め、路上生活者の2人は台東区内に住所がないことを申告すると区職員は区民のための避難所であることを理由に路上生活者2名を追い返した。
このことが明るみに出ると、13日以降様々なメディアで取り上げられたが、台東区はメディアの取材に対し「防災計画では区の避難所は区民しか利用できない」「ホームレスらへの対応は今後の検討課題」などとコメントをするが、問題は紛糾し、国民民主党の森裕子参院議員が15日午前の参院予算委員会で安倍晋三総理大臣に「今回の台東区避難所、ホームレスを受け入れ拒否をしたという問題、どうお考えか」と質問をすると、安倍総理大臣は「各避難所においては避難したすべての被災者を適切に受け入れることが望ましい」と答弁した。
台東区は15日夕方、区長の声明を発表し、「この度の台風19号の際に、避難所での路上生活者の方に対する対応が不十分であり、避難できなかった方がおられた事につきましては、大変申し訳ありませんでした。また、この件につきまして区民の皆様へ大変ご心配をおかけいたしました。台東区では今回の事例を真摯に受け止め、庁内において検討組織を立ち上げました。関係機関などとも連携し、災害時に全ての方を援助する方策について検討し、対応を図ってまいります」と謝罪した。

## 議会

### 東京都議会
2021年東京都議会議員選挙
- 選挙区：台東区選挙区
- 定数：2人
- 任期：2021年7月23日 - 2025年7月22日
- 投票日：2021年7月4日
- 当日有権者数：166,325人
- 投票率：42.91％

| 候補者名 | 当落 | 年齢 | 所属党派           | 新旧別 | 得票数   |
| -------- | ---- | ---- | ------------------ | ------ | -------- |
| 鈴木純   | 当   | 39   | 自由民主党         | 新     | 17,595票 |
| 保坂真宏 | 当   | 47   | 都民ファーストの会 | 現     | 16,373票 |
| 中山寛進 | 落   | 49   | 都民ファーストの会 | 現     | 15,028票 |
| 小柳茂   | 落   | 48   | 日本共産党         | 新     | 12,163票 |
| 柴田啓也 | 落   | 44   | 日本維新の会       | 新     | 6,145票  |
| 津村大作 | 落   | 47   | 諸派               | 新     | 1,583票  |
| 武田完兵 | 落   | 73   | 無所属             | 新     | 779票    |

2017年東京都議会議員選挙
- 選挙区：台東区選挙区
- 定数：2人
- 任期：2017年7月23日 - 2021年7月22日
- 投票日：2017年7月2日
- 当日有権者数：157,714人
- 投票率：51.46％

| 候補者名 | 当落 | 年齢 | 所属党派           | 新旧別 | 得票数   |
| -------- | ---- | ---- | ------------------ | ------ | -------- |
| 保坂真宏 | 当   | 43   | 都民ファーストの会 | 新     | 29,838票 |
| 中山寛進 | 当   | 45   | 都民ファーストの会 | 現     | 19,990票 |
| 和泉浩司 | 落   | 60   | 自由民主党         | 現     | 16,630票 |
| 小柳茂   | 落   | 44   | 日本共産党         | 新     | 12,343票 |
| 武田完兵 | 落   | 69   | 無所属             | 新     | 686票    |

### 衆議院
- 選挙区：東京2区（中央区、台東区）
- 投票日：2024年10月27日
- 当日有権者数：322,489人
- 投票率：57.12％

| 当落 | 候補者名   | 年齢 | 所属党派     | 新旧別 | 得票数   | 重複 |
| ---- | ---------- | ---- | ------------ | ------ | -------- | ---- |
| 当   | 辻清人     | 45   | 自由民主党   | 前     | 66,050票 | ○    |
| 比当 | 鳩山紀一郎 | 48   | 国民民主党   | 新     | 48,527票 | ○    |
|      | 今村充     | 49   | 日本維新の会 | 新     | 29,860票 | ○    |
|      | 細野真理   | 43   | 日本共産党   | 新     | 22,316票 |      |
|      | 最上佳則   | 48   | 参政党       | 新     | 11,322票 |      |

## 国家機関

### 法務省
- 東京法務局台東出張所

### 財務省
国税庁
- 東京国税局
  - 東京上野税務署（三重県伊賀市の上野税務署と区別するため、「東京」を冠した。現在地移転前は「下谷税務署」。）
  - 浅草税務署

## 東京都の機関
- 東京都台東都税事務所

## 警察
本部
- 警視庁第六方面本部：警視庁の第六方面を統括する。本部内には青少年対策センターが付属されており、浅草署や上野署はここの管理下に入る。本部の建物は台東区東浅草に所在。

警察署
- 浅草警察署
- 上野警察署
- 下谷警察署
- 蔵前警察署

## 消防
本部
- 東京消防庁第六方面本部（蔵前二丁目10-9）

消防署
- 上野消防署（東上野五丁目2-9）特別救助隊・救急隊1
  - 下谷出張所（下谷二丁目13-1）救急隊1
  - 谷中出張所（谷中一丁目1-25）特別消火中隊・救急隊1
- 浅草消防署（駒形一丁目5-8）特別消火中隊・救急隊1
  - 浅草橋出張所（浅草橋三丁目10-5）救急隊1
- 日本堤消防署（千束四丁目1-1）特別消火中隊・救急隊1
  - 二天門出張所（浅草二丁目35-9）救急隊無
  - 今戸出張所（今戸二丁目33-3）救急隊1

## 医療
主な病院
- 上野病院
- 永寿総合病院：旧西町小学校の跡地に出来たヘリポートを擁する病院
- 浅草病院
- 浅草寺病院：浅草寺が運営する。2004年（平成16年）に改築された
- 東京都台東区立台東病院：2009年（平成21年）4月1日、旧東京都立台東病院の場所に新設。東京23区初の区立病院

## 図書館
- 台東区立中央図書館（生涯学習センター）
区内利用者数一位の大規模集積型図書館。大きさとしては地方都市の市立図書館クラス。蔵書だけで3フロア以上を占め、1フロアには「池波正太郎記念室」と題した、地元出身の小説家・池波正太郎の蔵書専用コーナーがある。2フロアの奥には郷土資料室があり、調べ物ができる。CD・DVD・ビデオソフトなどの貸し出しも実施している。外装・内装は近未来的なもので、4フロア吹き抜けのエレベーターホールがある。
- 石浜図書館
公立図書館。中高生向けの自習室などもある。
- 根岸図書館
公立図書館。自治体運営型小規模タイプのもの。
- 中央図書館浅草橋分室

## 運動施設
- 台東リバーサイドスポーツセンター
基本的に区立運営だが、一部民間企業に業務を委託している。体育施設としては陸上競技場、隅田プール、運動休憩場、区営野球場、サイクリングコース、体育館など完備しており充実した内容となっている。しかし、規模はそれほど大きくない。
主な特徴として桜橋や隅田川を挟んで墨田区と隣接しており、センターのすぐ側には桜を一望できる穴場がある。また隅田公園とも隣接しており、アスレチック施設なども楽しめる。
- 清島温水プール
- 柳北スポーツプラザ

## 対外関係

### 姉妹都市・提携都市

#### 海外
姉妹都市
- ノーザンビーチ（旧マンリー）（オーストラリア連邦 ニューサウスウェールズ州） - 1982年（昭和57年）
- インネレシュタット区（オーストリア共和国 都市州 ウィーン第1区） - 1989年（平成元年）
- グラッドサクセ（デンマーク王国 首都地方） - 2001年（平成13年）

#### 国内
姉妹都市
- 墨田区（関東地方 東京都）- 1977年（昭和52年）4月10日
- 大崎市（東北地方 宮城県）- 1984年（昭和59年）1月14日

友好都市
- 諏訪市（中部地方 長野県）- 1984年（昭和59年）7月10日
- 日光市（関東地方 栃木県）- 1985年（昭和60年）5月10日
- 南会津町（東北地方 福島県）- 1986年（昭和61年）10月8日
- 会津美里町（東北地方 福島県）- 1986年（昭和61年）11月21日
- 豊後大野市（九州地方 大分県）- 1987年（昭和62年）12月10日
- 村山市（東北地方 山形県）- 2008年（平成20年）10月25日

## 経済

### 第三次産業

#### 商業
主な大型店舗
- 松坂屋上野店
- アトレ上野
- 丸井（マルイシティ）上野
- 松屋浅草店
- ABAB上野
- 東天紅上野店
- 上野グリーンサロン
- 多慶屋
- 浅草ROX
- 吉池
- シモジマ浅草橋本店など

### 区内に本社を置く企業
- 浅草今半
- ウエノ
- 栄研化学
- エス・イー・シーエレベーター
- エポック社
- 梶原工業
- 加藤美蜂園本舗（サクラ印ハチミツ）
- 金の星社
- クミアイ化学工業（JAグループ）
- 神戸らんぷ亭
- コンビ (企業)
- さすがや
- ジェントス
- 島津ダイアグノスティクス（島津製作所グループ）
- シモジマ
- 酒悦（登記上の本店）
- SHOEI
- シリウス
- 千趣会（登記上の本店は大阪市北区）
- 新星出版社
- 丹青社
- 筑摩書房
- つぼ八（登記上の本店は札幌市南区）
- 東京地下鉄（東京メトロ）
- 東京ひよ子
- 東天紅
- 日本電設工業
- 日本農業新聞（JAグループ）
- 日本マタイ
- ノア精密
- ハインツ日本
- 白元アース
- ハピネット
- バンダイ
- 日立建機
- 富士興産
- プラチナ万年筆
- 平和
- ベンチャー・リンク
- ライオン
- 宮本卯之助商店
- 鮒佐
- ムラサキスポーツ

### 区内に拠点を置く企業
- パイロットインキ東京営業所兼玩具事業部

## 情報通信

### マスメディア

#### 放送局
ケーブルテレビ
- J:COM 台東

## 教育

### 大学
国立
- 東京芸術大学上野キャンパス

### 短大
私立
- 上野学園短期大学

### 高等学校
国立
- 東京芸術大学音楽学部附属音楽高等学校

都立
- 東京都立白鷗高等学校（2005年（平成17年）、都立高初の付属中学校を併設。）
- 東京都立上野高等学校
- 東京都立忍岡高等学校
- 東京都立浅草高等学校
- 東京都立蔵前工科高等学校

私立
- 岩倉高等学校
- 上野学園高等学校

### 中学校
都立
- 東京都立白鷗中学校(都立白鷗高校附属)

区立
- 台東区立御徒町台東中学校
近年は生徒会活動が活発で自由闊達な校風である。
- 台東区立柏葉中学校
陸上競技に力を入れており生徒が都大会出場などの成績を残している。
- 台東区立上野中学校
上野公園がすぐ近くである。
- 台東区立忍岡中学校
9代目林家正蔵、坂井真紀が卒業した中学校として有名である。
校則が細かく厳しく学習に力を入れている伝統校である。
2013年には在校生が水泳で全国制覇、陸上競技で全国大会出場した。
- 台東区立浅草中学校
区内で一番生徒数が多い中学校。
- 台東区立桜橋中学校
隅田川沿いにある。リバーサイドスポーツセンターに隣接している。
- 台東区立駒形中学校
スポーツに力を入れている。

全7校
私立
- 上野学園中学校

閉鎖された中学校
- 台東区立蔵前中学校
1991年台東区立福井中学校との合併により台東区立浅草中学校になり閉校。
- 台東区立福井中学校
1991年台東区立蔵前中学校との合併により台東区立浅草中学校になり閉校。
- 台東区立台東中学校
安達祐実、野口五郎が在学していた。
2002年台東区立御徒町中学校との合併により台東区立御徒町台東中学校になり閉校。
- 台東区立御徒町中学校
萩本欽一、原田龍二が在学していた。
2002年台東区立台東中学校との合併により台東区立御徒町台東中学校になり閉校。
- 台東区立下谷中学校
2002年台東区立竜泉中学校との合併により台東区立柏葉中学校になり閉校。
- 台東区立竜泉中学校
2002年台東区立下谷中学校との合併により台東区立柏葉中学校になり閉校。
日本テレビ系列の土曜ドラマなどの撮影場所としても多く利用されていた。野ブタ。をプロデュース、ギャルサーなど。
- 台東区立蓬莱中学校
2002年台東区立今戸中学校との合併により台東区立桜橋中学校になり閉校。
- 台東区立今戸中学校
2002年台東区立蓬莱中学校との合併により台東区立桜橋中学校になり閉校。

### 小学校
区立
台東区の区立小学校は区の方針で標準服（制服）を着用させている。
- 台東区立上野小学校
伝統ある台東区立清島小学校と台東区立下谷小学校が合併して新設された小学校。
校歌の歌詞は、在校生全員、保護者、地域住民の案を基に、各学級代表児童が指導者の永六輔と数回の対話集会を設けて創り上げた。
2019年に創立30周年を迎えた。
- 台東区立根岸小学校
1871年、金沢藩主前田氏等の寄付金を基に創立した歴史ある学校。付属の幼稚園も1889年（明治22年）創立の伝統を誇る。
荒川区と台東区の境目にある。
- 台東区立富士小学校
区内ではもっとも児童数が多い。1900年（明治33年）開校、校歌は中山晋平作曲。
- 台東区立松葉小学校
100年以上の歴史を持つ伝統ある小学校。校舎の色がカラフルである。安達祐実が在学していた。
台東区立上野小学校から徒歩5分ほどの場所に位置する。

- 台東区立平成小学校
- 台東区立東泉小学校
- 台東区立忍岡小学校
- 台東区立谷中小学校
- 台東区立金曽木小学校
- 台東区立黒門小学校
- 台東区立大正小学校
- 台東区立浅草小学校
- 台東区立台東育英小学校
- 台東区立蔵前小学校
- 台東区立東浅草小学校
- 台東区立千束小学校
- 台東区立石浜小学校
- 台東区立田原小学校
- 台東区立金竜小学校

全19校
閉鎖された小学校
- 台東区立下谷小学校
1990年に台東区立清島小学校との合併により閉校。2009年（平成21年）3月まで岩倉高等学校下谷校舎として使用されていた。
- 台東区立清島小学校
1990年に台東区立下谷小学校との合併により閉校。現上野小学校の場所に位置していた小学校。
- 台東区立二長町小学校
1990年に台東区立竹町（現：平成）小学校との合併により閉校。
- 台東区立竹町小学校
1990年に台東区立二長町小学校との合併により閉校。
- 台東区立坂本小学校
1996年に台東区立大正小学校へ統合し閉校。
- 台東区立西町小学校
1998年に台東区立竹町（現：平成）小学校との合併により閉校。天海祐希が在学していた。跡地には永寿総合病院が移転。
- 台東区立育英小学校
村治佳織を輩出した創立130周年の歴史ある小学校だったが、台東区立柳北小学校との合併により2001年（平成13年）に閉校。
- 台東区立柳北小学校
創立120周年以上の歴史ある小学校で、台東区立育英小学校との合併により2001年に閉校。
- 台東区立待乳山小学校
2001年に創立128周年で台東区立田中小学校との合併により閉校。
- 台東区立田中小学校
2001年に台東区立待乳山小学校との合併により閉校。
- 台東区立精華小学校
2003年に台東区立蔵前小学校との合併により閉校。
- 台東区立小島小学校
2003年に台東区立蔵前小学校との合併により閉校。現在は有名なアトリエとして利用されている。
- 台東区立済美小学校
2003年に台東区立精華（現：蔵前）小学校との合併により閉校。
- 台東区立台東小学校
2005年（平成17年）に台東区立金曽木小学校との合併により閉校。校名は旧下谷区時代からのもの。上述の通り、当区成立の際に区名決定の参考とされた。

### 幼稚園
区立
- 根岸幼稚園
- 竹町幼稚園
- 大正幼稚園
- 清島幼稚園
- 富士幼稚園
- 千束幼稚園
- 金竜幼稚園
- 田原幼稚園
- 台桜幼稚園
- 育英幼稚園

私立
- 寛永寺幼稚園
- 浅草寺幼稚園
- 台東初音幼稚園
- 谷中幼稚園
- 徳風幼稚園
- 仰願寺幼稚園
- 蔵前幼稚園

認定こども園
- 石浜橋場こども園（旧・区立石浜幼稚園及び区立橋場保育園）
- ことぶきこども園（旧・済美幼稚園）
- たいとうこども園（旧・台東幼稚園）

閉鎖された幼稚園
- 明和学園幼稚園（私立）

### その他の教育機関
- JTJ宣教神学校
- 東京舞踊学校

## 交通

### 鉄道
東日本旅客鉄道（JR東日本）
 東北新幹線・山形新幹線・秋田新幹線・北海道新幹線・上越新幹線・北陸新幹線
- - 上野駅 -

 山手線・ 京浜東北線
- - 御徒町駅 - 上野駅 - 鶯谷駅 - 日暮里駅 - 

 宇都宮線・高崎線・■上野東京ライン
- - 上野駅 -

■ 常磐線・ 常磐線快速・■上野東京ライン
- 上野駅 - 日暮里駅 -  

 中央・総武緩行線
- - 浅草橋駅 -
- なお、総武快速線が馬喰町駅 - 錦糸町駅間で当区（浅草橋駅の南東側）を地下で通過している。

東京地下鉄（東京メトロ）
 銀座線
- - 上野広小路駅 - 上野駅 - 稲荷町駅 - 田原町駅 - 浅草駅

 日比谷線
- - 仲御徒町駅 - 上野駅 - 入谷駅 - 三ノ輪駅 -

 千代田線
- 湯島駅 - 根津駅間および千駄木駅 - 西日暮里駅間でそれぞれ当区を通過するだけで駅はない。なお、上野動物園へは根津駅（文京区）からも利用可能。湯島、根津、千駄木のいずれの駅は台東区に近接している。

東京都交通局
 浅草線
- - 浅草橋駅 - 蔵前駅 - 浅草駅 -

 大江戸線
- - 上野御徒町駅 - 新御徒町駅 - 蔵前駅 -

京成電鉄
 本線
- 京成上野駅 - 

東武鉄道
 伊勢崎線（東武スカイツリーライン）
- 浅草駅 -

首都圏新都市鉄道
 つくばエクスプレス
- - 新御徒町駅 - 浅草駅 -

#### 廃線
東京都交通局
■上野懸垂線（モノレール、恩賜上野動物園内）
- 上野動物園東園駅 - 上野動物園西園駅

### バス

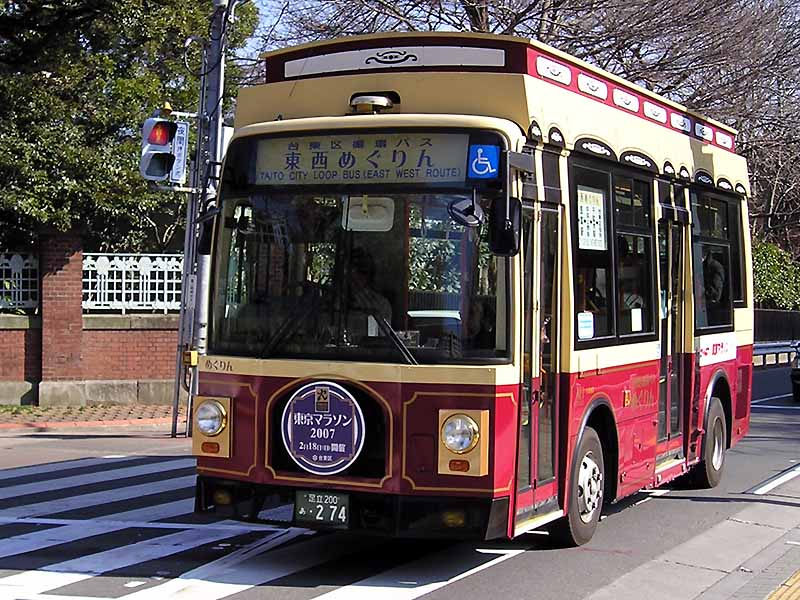
東西めぐりん（エアロミディME）

#### 路線バス
- 都営バス
  - 上01系統（東大構内 - 東大病院 - 上野公園山下（循環））
  - 都02系統（大塚駅 - 春日駅 - 御徒町駅 - 錦糸町駅）
  - 都08系統（日暮里駅 - 東武浅草駅 - 押上 - 錦糸町駅）
  - 里22系統（日暮里駅 - 三河島駅 - 泪橋 - 亀戸駅）
  - 上23系統（上野松坂屋前 - 上野駅 - 浅草寿町 - 押上 - 平井駅）
  - 草24系統（浅草寿町 - 亀戸駅 - 東大島駅）
  - 上26系統（上野公園 - 奥浅草 - とうきょうスカイツリー駅 - 亀戸駅）
  - 草39系統（上野松坂屋前 - 上野駅 - 浅草寿町 - 青戸車庫 - 金町駅）
  - 草41系統（浅草寿町 - 鴬谷駅 - 町屋駅 - 足立梅田町）
  - 東42-1系統（南千住駅西口・南千住車庫 - 東武浅草駅 - 浅草橋駅 - 東京駅八重洲口）
  - 東42-2系統（南千住駅西口・南千住車庫 - 東武浅草駅 - 浅草橋駅 - 東神田）
  - 東42-3系統（南千住車庫 - 東武浅草駅 - 浅草雷門）
  - 草43系統（浅草雷門・浅草寿町 - 三ノ輪駅 - 千住車庫 - 足立区役所）
  - 上46系統（上野松坂屋前 - 上野駅 - 浅草寿町 - 南千住車庫／南千住駅東口）
  - 上58系統（上野松坂屋前 - 根津駅 - 江戸川橋 - 早稲田）
  - 上60系統（上野公園 - 根津駅 - 春日駅 - 大塚駅 - 池袋駅東口）
  - 草63系統（浅草寿町・雷門一丁目 - 三ノ輪駅 - 西日暮里駅 - 巣鴨駅 - 池袋駅東口）
  - 草64系統（浅草雷門南 - 新三河島駅 - 尾久 - 王子駅 - 池袋駅東口／巣鴨とげぬき地蔵）
  - 上69系統（小滝橋車庫 - 高田馬場駅 - 早稲田 - 春日駅 - 上野公園（循環））
- 京成バス東京
  - 有01系統（浅草寿町 - 堀切菖蒲園駅 - 亀有駅）※土休日のみ運行
  - 新小59系統（浅草寿町 - 東京スカイツリータウン前 - 新小岩駅東北広場）※土休日のみ運行
- 東武バスセントラル
  - スカイツリーシャトル（上野駅公園口 - 浅草地区 - 東京スカイツリータウン）

台東区循環バスめぐりん（台東区が運営し、日立自動車交通（日立）と京成バス（京成）に運行を委託）
- 北めぐりん（浅草回り）（日立）
- 北めぐりん（根岸回り）（日立）
- 南めぐりん（日立）
- 東西めぐりん（日立）
- ぐるーりめぐりん（京成）

#### 都市間バス
高速バス
- JRバス関東 上野駅入谷口発着で御殿場プレミアム・アウトレットへ運行。

夜行高速バス
- 京成バス 京成上野駅発着で奈良・天理へ運行。
- 京成バス千葉イースト 京成上野駅発着で堺・和歌山、松本・長野へ運行。
- 京成バス千葉イースト 京成上野駅発着で滋賀・京都へ運行。
- 東北急行バス 上野駅前、東武浅草駅発着で山形、新庄、京都・大阪、岡山・倉敷、金沢へ運行。
- 弘南バス 上野駅前発着で八戸・弘前・青森へ運行。
- 国際興業バス・岩手県交通 上野駅前発着で遠野・釜石、鶴岡・酒田へ運行。

その他にいわき市・北茨城市・東海村・ひたちなか市、常陸太田市・大子町・常陸大宮市・那珂市などから東京駅行き、バスタ新宿行きの高速バスで浅草駅、上野駅で降車できる。
リムジンバス
- 東京空港交通  浅草ビューホテル - 成田空港
- 東京空港交通  浅草ビューホテル - 羽田空港

### 道路

#### 高速道路
- 首都高速1号上野線
  - 上野出入口
  - 入谷出入口

#### 国道
- 国道4号
  - 北千住・越谷・春日部・久喜・古河・小山・宇都宮方面
- 国道6号
  - 四ツ木・松戸・柏・我孫子・取手・土浦・石岡・水戸方面

#### 都道
- 言問通り
- 不忍通り
- 明治通り
- 昭和通り
- 中央通り
- 江戸通り
- 清洲橋通り
- 尾久橋通り
- 尾竹橋通り
- 吉野通り（東京都道464号言問橋南千住線）

### 航路

#### 水上バス路線

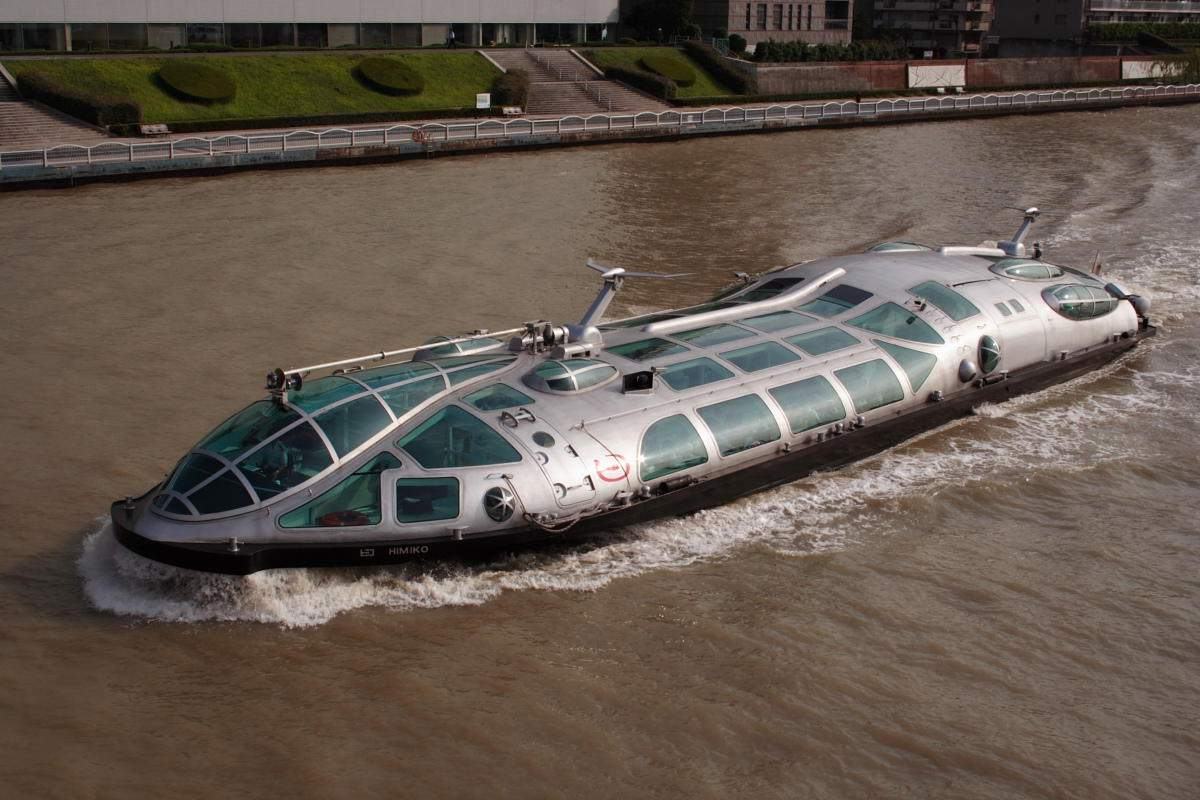
浅草・お台場ラインを運航しているヒミコ

東京都観光汽船
- 隅田川ライン
- 浅草・お台場直通ライン
  - 浅草発着所

東京都公園協会
- 東京水辺ライン
  - 桜橋発着場

### ナンバープレート
台東区は、足立ナンバー（東京運輸支局）を割り当てられており、『23区東部』の地域と一致する。
足立ナンバー割り当て地域は、台東区・足立区・墨田区・荒川区。

## 観光

### 名所・旧跡

#### 神社
主な神社
- 秋葉神社
- 浅草神社
- 今戸神社
- 上野東照宮
- 小野照崎神社 - 境内に「下谷坂本の富士塚」（重要有形民俗文化財）がある。
- 下谷神社
- 鳥越神社
- 鷲神社

#### 寺院
主な寺院
- 浅草寺
- 寛永寺
  - 不忍弁天堂
- 西徳寺
- 真源寺（入谷鬼子母神）
- 正宝院（飛不動尊）
- 徳大寺（下谷摩利支天）
- 天王寺
- 浄土真宗東本願寺派本山東本願寺
- 永昌寺 - 浄土真宗の寺。講道館柔道発祥ゆかりの寺[9]
- 観音寺（谷中の築地塀）
- 本龍院（待乳山聖天）

### 観光スポット

#### 公園
- 上野恩賜公園 - 西郷隆盛像やサクラで有名。
- 隅田公園
- 花川戸公園
- 山谷堀公園
- 今戸公園
- 谷中公園
- 千束公園
- みどりの公園
- 台東こども公園
- 水の流れる森公園
- 入谷南公園
- 浅草公園 - 現存しない。浅草寺#浅草公園を参照。

#### 博物館・美術館・動物園
- 恩賜上野動物園
- 東京国立博物館
- 東京都美術館
- 上野の森美術館
- 国立西洋美術館
- 国立科学博物館
- 朝倉彫塑館
- 大名時計博物館
- 横山大観記念館
- 一葉記念館
- 子規庵
- 池波正太郎記念文庫
- 台東区立書道博物館
- 旧東京音楽学校奏楽堂

### その他
- 旧岩崎邸庭園
- アメヤ横丁
- 花やしき
- 谷中霊園
- 鈴本演芸場
- 浅草演芸ホール
- 雷門
- 不忍池
- ねぎし三平堂

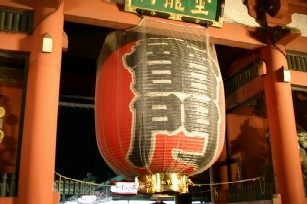
浅草寺の雷門
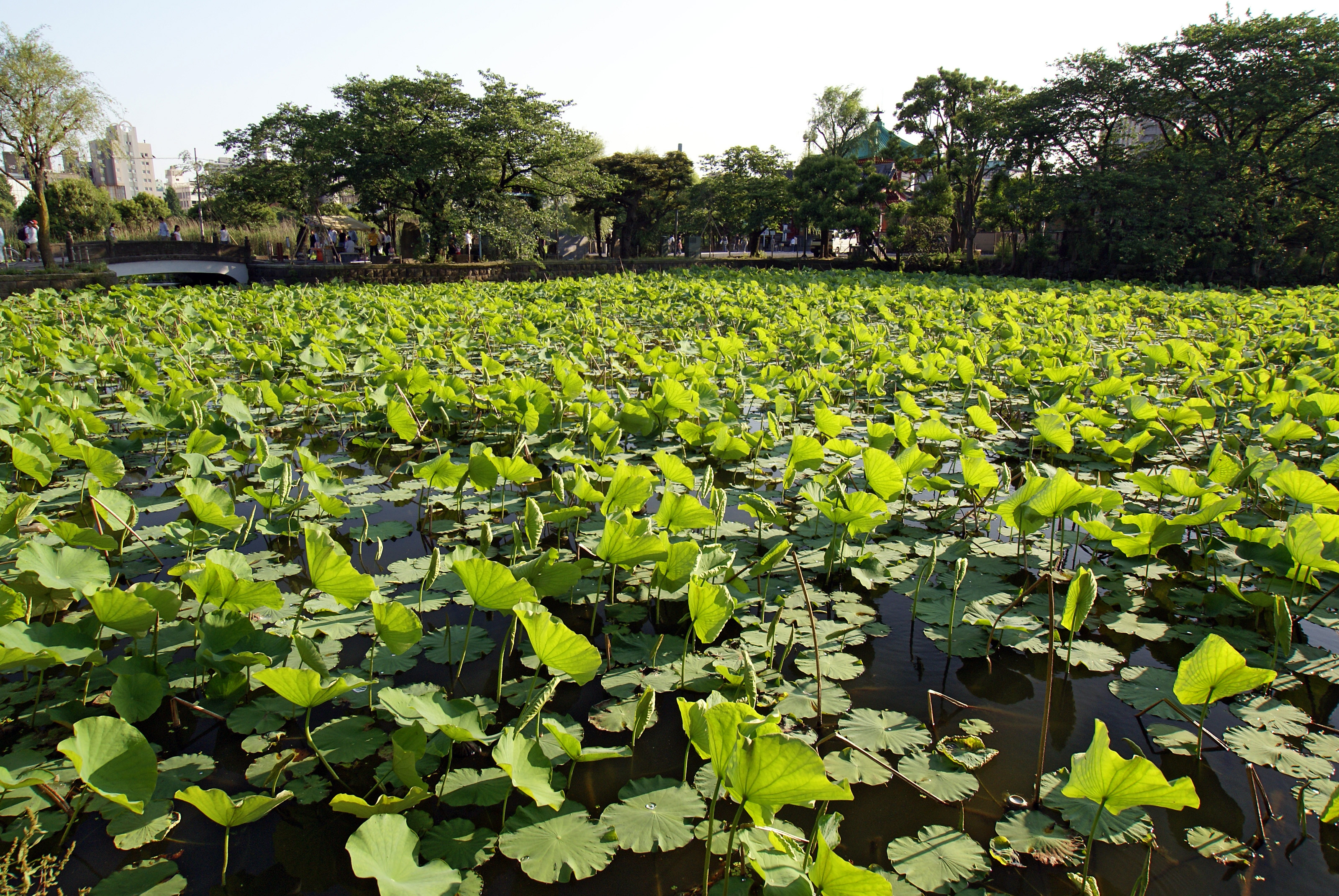
不忍池（上野恩賜公園）
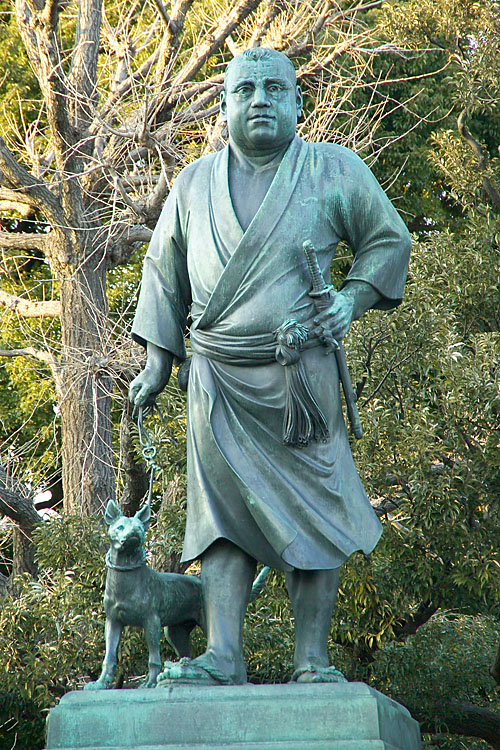
西郷隆盛像（上野恩賜公園）
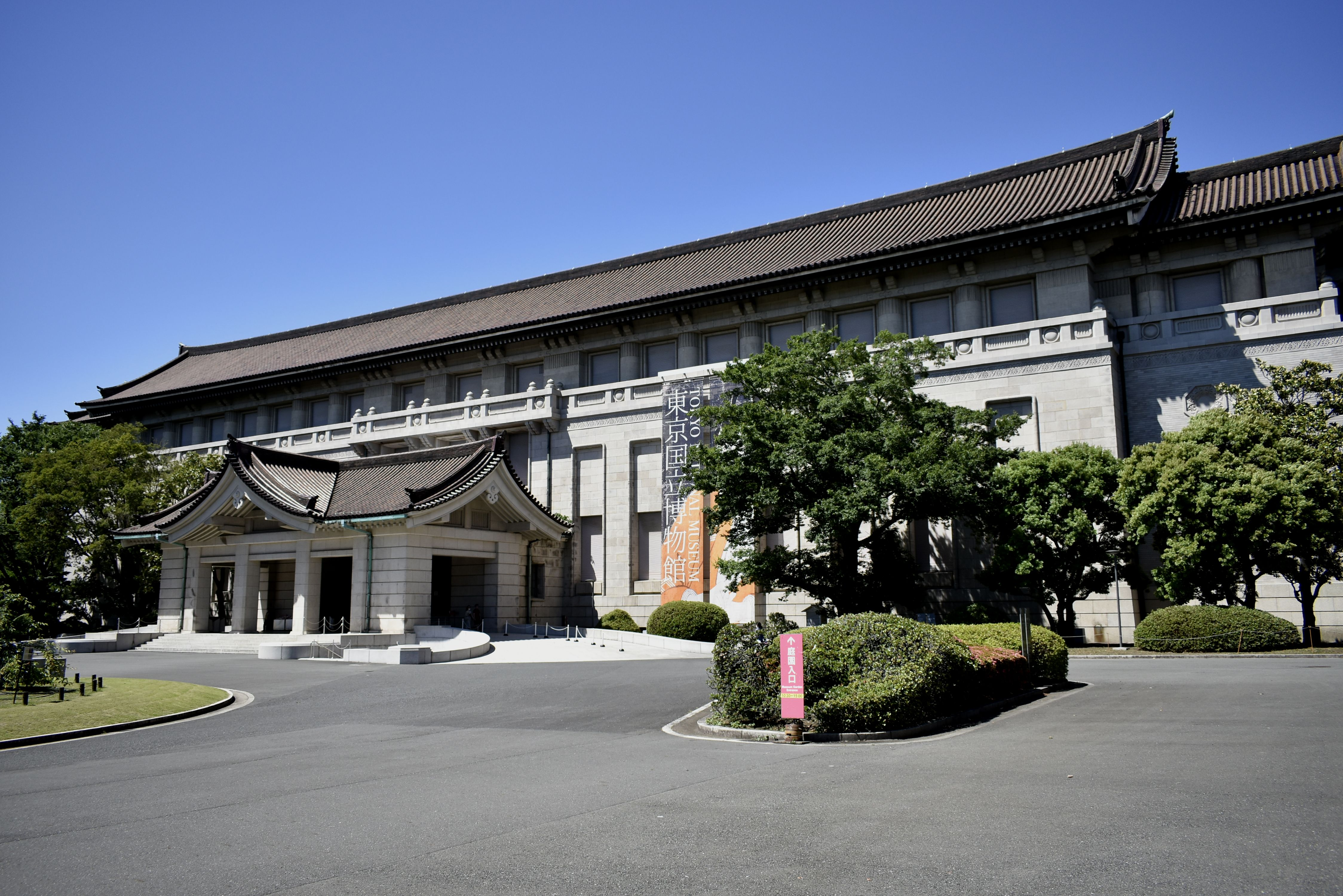
東京国立博物館本館
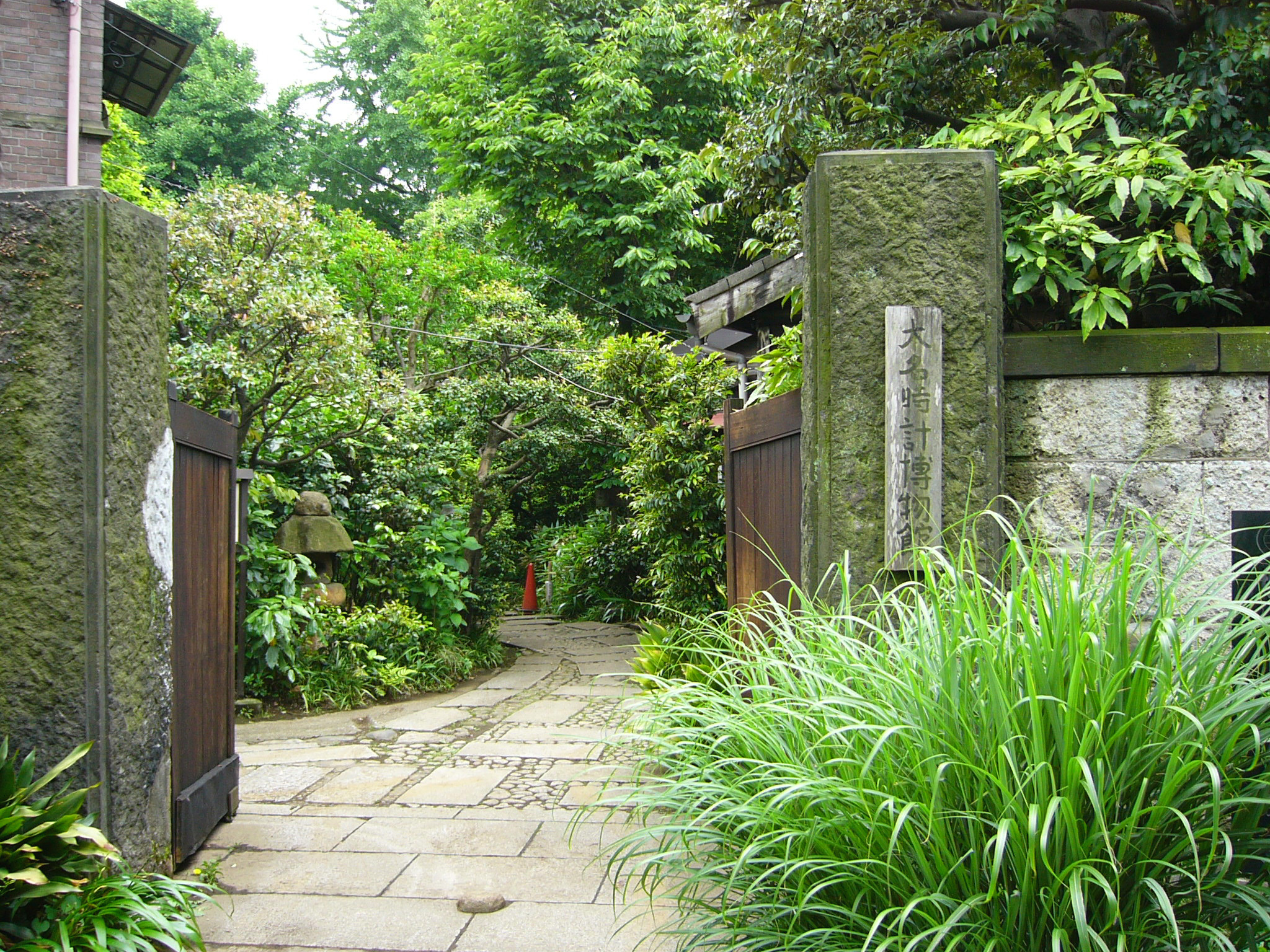
大名時計博物館
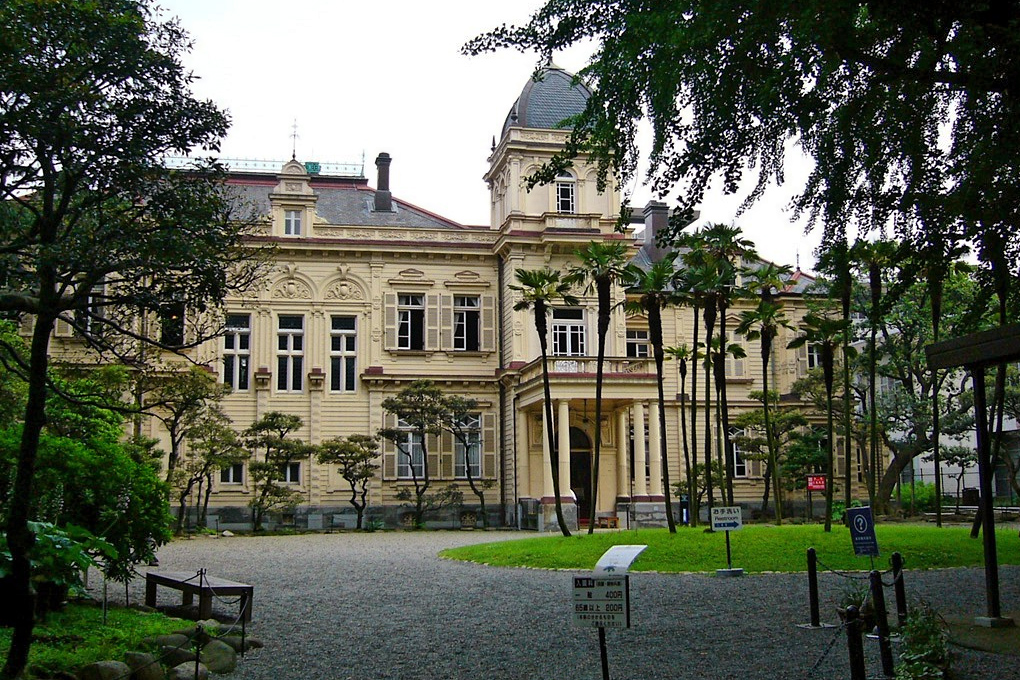
旧岩崎邸

## 文化・名物

### 祭事・催事

#### 祭事
- 浅草寺
年始の新年大祈禱会から年末の除夜の鐘まで、毎月行事が行われる。
- 浅草三社祭
三社とは三柱の御神体を祀るという意味で、浅草神社の別名でもある。浅草神社のご神体は浅草寺の観音様を引き上げた漁師の兄弟とそれを祀りなさいと指示した僧侶を祀っている[10]。勢いのよさと広く全国的に有名な浅草寺の境内を持つ為、有名な祭りとされ、毎年新聞社や各テレビ局が取材に訪れる。
- 小野照崎神社大祭
小野照崎神社を中心に近隣十七ヶ町の氏子による祭。祭礼日は毎年5月19日より前の土曜日・日曜日と定められている。天照大神を祀っているため、格の高さは台東区内でもトップクラスの神社である。
- 鳥越神社例大祭
鳥越神社は1360年の歴史がある古刹で、台輪幅4尺3寸という都内屈指の大きさと重さを誇る元祖千貫神輿が有名であり、毎年6月9日に近い土曜日・日曜日に行われる氏子十八ケ町睦会による夜祭りが見もの。
三社祭の宮出しに対し、千貫神輿の宮入道中は見応えがある。
日本武尊を祀っている。
- 今戸祭
今戸神社及び地区町会をあげて主催する祭。三年に一度、御輿渡御がある。
- 下町七夕まつり
「かっぱ橋本通り」で地元商店街が開催する。
- 入谷朝顔まつり
入谷鬼子母神の境内とその付近の歩道で開催される。

#### 催事
- 隅田川花火大会（7月下旬）
首都圏最大級の花火大会で、全国から見物客が押し寄せ大変な賑わいとなる。毎年NHKや、民放各局が中継ヘリにて取材を行い、テレビ東京が特別番組を放送する。
- 浅草サンバカーニバル
- したまちコメディ映画祭in台東
2008年（平成20年）より開催。雷門前でフォトセッション、浅草公会堂前でレッドカーペットが行われている。
- したまちコメディ大賞 2009年（平成21年）より開催
- したまち演劇祭 2010年（平成22年）より開催

### 名産・特産
- 江戸千代紙
- 江戸はけ
- 江戸指し物
- 革製品及び靴

### 公式キャラクター
台東区には、地域の特色に合わせた複数のキャラクターからなる公式キャラクター台東くんが存在する。

## 出身関連著名人

### 出身著名人
旧浅草区、旧下谷区の出身有名人については浅草区、下谷区を参照
- 新井見枝香（書店員・エッセイスト・踊り子）
- 本居長世（作曲家）
- 末高信（経営学者）
- 渥美清（俳優、コメディアン）
- 飯田蝶子（女優）
- 石井ふく子（テレビプロデューサー、演出家）
- 髙寺成紀（特撮プロデューサー）
- いずみたく（作曲家）
- 伊東四朗（俳優、喜劇役者）
- 永六輔（放送作家）
- 木崎徹（放送作家）
- 江利チエミ（歌手・女優）
- 大沢悠里（フリーアナウンサー、元TBSアナウンサー）
- 大宮敏充（コメディアン、俳優）
- 岡野俊一郎（サッカー選手、サッカー監督、元日本サッカー協会会長、元全国ラジオ体操連盟会長）
- 岡村陽久（アドウェイズ創業者）
- 加東大介（俳優）
- 金子信雄（俳優・料理研究家・司会者・タレント）
- 唐十郎（劇作家、演出家、俳優、小説家）
- 小絲源太郎（洋画家、版画家）
- 河内桃子（女優）
- 小島功（漫画家)
- 小島嵩弘（歌手、俳優）
- コロムビア・トップ（漫才師、タレント、俳優、声優、政治家）
- 沢村貞子（女優）
- 三遊亭圓楽 (5代目) （落語家）
- 塾長（パチスロライター）
- すぎやまこういち（作曲家）
- 荒木経惟（写真家）
- 高橋伸夫（地理学者）
- 鈴木正崇（文化人類学者）
- 滝田ゆう（漫画家）
- 丹下キヨ子（歌手・女優）
- 原田芳雄（俳優・歌手）
- 山田二郎（フリーアナウンサー、元NHK→TBSアナウンサー）
- 山田太一（脚本家）
- 荒俣宏（博物学研究家・翻訳家・タレント）
- 小出裕章（自然科学者〈原子力工学〉)
- 大島泰郎（生化学者）
- 森田豊（医師、ジャーナリスト）
- 佐々木大輔（freee創業者・社長）
- 弓削徹（経営コンサルタント、著作家、コピーライター、日本工業大学大学院技術経営研究科教授、セミナー講師）
- 菊川章陽（書家）
- 栗原正尚（漫画家）
- 山田太郎（歌手）
- 松井孝夫（作詞、作曲家）
- ロイ・ジェームス（タレント、俳優）
- 河内淳一（ギタリスト）
- 泰葉（シンガーソングライター・タレント）
- 矢口壹琅（プロレスラー、ミュージシャン、俳優）
- 浅倉大介（作曲家・音楽プロデューサー・キーボーディスト、access）
- 井ノ原快彦（男性アイドル、20th Century）品川区の育ち
- 小椋佳（シンガーソングライター、作詞家、作曲家）
- 村治佳織（ギタリスト）
- 辻香織（シンガーソングライター）
- 村治奏一（ギタリスト）
- 長谷川時夫（音楽家）
- 大多亮（映像プロデューサー）
- 安達大（子役・タレント）
- 安達祐実（女優）
- 天海祐希（元宝塚歌劇団月組主演スターの女優）
- 海老名美どり（女優）
- 岡崎友紀（女優・歌手）
- 唐沢寿明（俳優）
- 小林千香子（女優）
- 坂井真紀（女優）
- 魁三太郎（俳優・タレント）
- 柴俊夫（俳優）
- 須藤温子（女優）
- 武田航平（俳優）
- 東八郎（コメディアン）
- 東貴博（お笑いタレント、Take2）
- 萩本欽一（コメディアン）
- 初代林家三平（落語家）
- 9代目林家正蔵（落語家、現在も居住）
- 2代目林家三平（落語家、現在も居住）
- 林家たま平（落語家、現在も居住）
- 林家ぽん平（落語家、現在も居住）
- 水谷彰宏（元NHKアナウンサー）
- 三井良浩（気象予報士）
- 山口もえ（タレント）
- 堀部圭亮（タレント・俳優・放送作家）放送作家としてのペンネーム「竜泉」は、出身地から取っている。
- 江戸響博昭（大相撲力士）
- 若晃三昌（大相撲力士）
- 沼田康司（ボクシング・元日本王者）
- 浜口京子（アマチュアレスリング選手）
- マギー・ミネンコ（歌手）
- 石元太一（関東連合元リーダー）
- 上川あや（政治家）
- 辻清人（政治家）
- 上田令子（政治家）
- 木村鋭景（プロボクサー）
- 月岡逸弥（元文化放送アナウンサー）
- 九重佑三子（歌手、女優）
- 山本益博（落語評論家）
- さもあんすがい（タレント）
- 二代 立花家 橘之助（三味線漫談家）
- 尾藤イサオ（歌手）

### 関連著名人
ゆかりある人物
明治初期から1960年代まで、浅草は東京を代表する歓楽街であり、田谷力三や藤原義江などの浅草オペラのスター、榎本健一や古川ロッパなどの喜劇人、フランス座などのストリップ劇場の幕間コント出身の渥美清、東八郎、萩本欽一、坂上二郎、ビートたけしなど、特に大衆芸能の分野には浅草にゆかりが深い人物が多い。浅草公園六区を参照。
- 井上ひさし（劇作家・小説家） - フランス座付きの作家として出発し、幕間コントの台本などを担当した。代表を務めるこまつ座の事務所、および個人事務所を柳橋一丁目に構えている。
- アニマル浜口（プロレスラー） - アニマル浜口トレーニングジム、およびアニマル浜口レスリング道場を浅草三丁目に構えている。
- 屋井先蔵（乾電池発明者） - 浅草の長屋に「屋井乾電池合資会社」を設立した。同社は現在は存在しない。
- 後藤仁（日本画家・絵本画家・東京藝術大学日本画専攻卒業） - 旧岩崎邸庭園の金唐革紙を復元製作する。
- 金田利雄(新鶴村長、福島協和信用組合理事長) - 1986年11月21日会津美里町(旧新鶴村）は台東区と友好都市提携を結ぶ。

### 居住者
- 岡倉天心（美術行政家・美術運動家） - 谷中初音町四丁目（現在の谷中五丁目）の旧居跡・旧前期日本美術院跡が岡倉天心記念公園となっている。
- 朝倉文夫（彫刻家） - 谷中初音町三丁目（現在の谷中七丁目）の旧居が朝倉彫塑館となっている。
- 横山大観（日本画家） - 茅町二丁目（現在の池之端一丁目）の旧居が横山大観記念館となっている。
- 初代三遊亭圓朝（落語家） - 池之端七軒町（現在の池之端二丁目）、下谷万年町一丁目（現在の東上野四丁目）、下谷車坂町（現在の上野・東上野）に住んでいた。
- 8代目桂文楽（落語家） - 西黒門町（現在の上野一丁目）に住んでおり、「黒門町の師匠」と呼ばれた。現在の落語協会の事務所が旧居跡に隣接している。
- 9代目桂文治（落語家） - 北稲荷町（現在の東上野五丁目）の長屋に住んでいた。
- 林家彦六（落語家、8代目林家正蔵） - 9代目桂文治と同じ北稲荷町の長屋に住んでおり、「稲荷町の師匠」と呼ばれた。
- 正岡子規（俳人） - 上根岸町（現在の根岸二丁目）の旧居跡が子規庵となっている。
- 森鷗外（小説家） - 金杉村（現在の根岸二丁目）、上野花園町（現在の池之端三丁目）に住んでいた時期がある。
- 夏目漱石（小説家） - 浅草諏訪町（現在の駒形一丁目）で育った。
- 樋口一葉（小説家） - 下谷御徒町三丁目（現在の東上野一・二丁目）、上野西黒門町（現在の上野一丁目）、下谷龍泉寺町（現在の竜泉三丁目）などに住んでいた時期がある。竜泉三丁目、旧居跡のほど近くに一葉記念館がある。
- 藤井玄淵（医者、初代）- 佐竹原（現在の台東区上野）に住んでいたと言われ、当時の将軍にも龍角散を献上した[12]。

居住者（現在）
- アニマル浜口（ボディビル指導者、元プロレスラー） - 浅草在住。2012年10月26日には同地区を走るスカイツリートレインの1日PR大使に任命された[13]。
- いとうせいこう（ラッパー・小説家・タレント） - 三社祭に憧れて、花川戸に移住。したまちコメディ映画祭in台東 総合プロデューサー。
- えのきどいちろう（コラムニスト）
- 三遊亭好楽（落語家）- 自宅の一角に「池之端しのぶ亭」という寄席を作る。
- Little Tiger（ムエタイ世界チャンピオン）- 初代タイガーマスク・佐山聡からタイガーの名を受け、ムエタイの世界ベルトを複数獲得。本名・宮内彩香

## 台東区を舞台とした作品

### 映画
- キンキンのルンペン大将（1976年、東映）

### アニメ
- しあわせソウのオコジョさん
- 三ツ星カラーズ